# Куэва (народ)
Куэ́ва (исп. Cueva) — исчезнувший аборигенный народ, проживавший на территории провинции Дарьен на востоке Панамы. Был полностью уничтожен в период 1510—1535 годов в результате испанской колонизации.
В XVII и XVIII веках, после исчезновения куэва, регион был заселён племенами куна, пришедшими с востока. В 1968 году Ч. Лоукотка ошибочно принял словарь языка куна за словарь куэва. Эта ошибка повторяется и в последующих работах (например, Greenberg 1987, Whitehead 1999); некоторые авторы даже считают на этом основании язык куэва предком языка куна (Adelaar & Muysken, 2004: 62). На деле и культура, и язык народа куна весьма сильно отличаются от куэва.
Лёвен (Loewen, 1963), Уманья и Пенья (Constenla Umaña & Margery Peña, 1991) предположили связь между языком куэва и чокоанской семьёй. Согласно ещё одной гипотезе, куэва мог входить в макросемью макро-чибча.